# Nom d'Horus

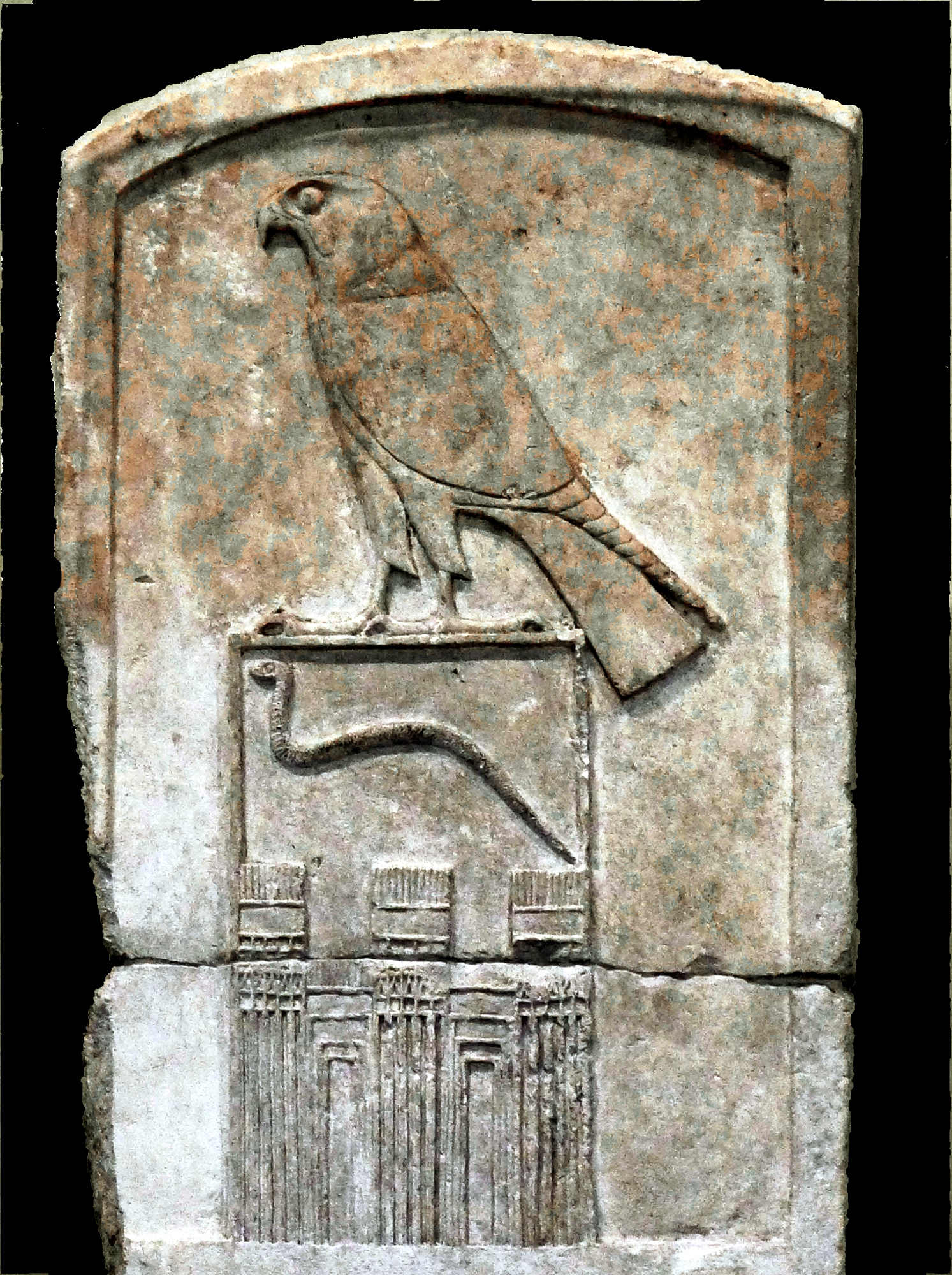
Nom d'Horus de Ouadji sur la stèle du roi serpent (vers -3020), Musée du Louvre.

Le nom d'Horus est l'un des cinq noms qui composent la titulature des pharaons.
Il assimile pharaon au dieu Horus, fils et successeur d'Osiris, et maître d'Hiérakonpolis d'où est issu Narmer, le premier roi. C'est le nom le plus ancien. Il est toujours précédé de l'image du faucon représentant Horus (Her), d'où sa désignation.
Exemples :
- Toutânkhamon : « L'Horus Ka nakht tout mesout » (Taureau puissant, parfait de naissance) :| G5 | \| \| |
|    |       |

|  |

| G5 | \| \| |
|    |       |

|  |

| E1 · D44 | X1 | G43 | X1 | F31 | S29 | X1 | G43 | Z2 |

| E1 · D44 | X1 | G43 | X1 | F31 | S29 | X1 | G43 | Z2 |

| E1 · D44 | X1 | G43 | X1 | F31 | S29 | X1 | G43 | Z2 |

| E1 · D44 | X1 | G43 | X1 | F31 | S29 | X1 | G43 | Z2 |

| E1 · D44 | X1 | G43 | X1 | F31 | S29 | X1 | G43 | Z2 |

| E1 · D44 | X1 | G43 | X1 | F31 | S29 | X1 | G43 | Z2 |

| E1 · D44 | X1 | G43 | X1 | F31 | S29 | X1 | G43 | Z2 |

| E1 · D44 | X1 | G43 | X1 | F31 | S29 | X1 | G43 | Z2 |

- Amenhotep III : « L'Horus Ka ouser khâe em Maât » (Taureau puissant qui apparaît radieux en tant que Maât) :| G5 | \| \| |
|    |       |

|  |

| G5 | \| \| |
|    |       |

|  |

| E2 · D40 | N28 | G17 | C10 |

| E2 · D40 | N28 | G17 | C10 |

| E2 · D40 | N28 | G17 | C10 |

| E2 · D40 | N28 | G17 | C10 |

| E2 · D40 | N28 | G17 | C10 |

| E2 · D40 | N28 | G17 | C10 |

| E2 · D40 | N28 | G17 | C10 |

| E2 · D40 | N28 | G17 | C10 |

- Nectanébo Ier : « L'Horus Chema » (Le vigoureux) :| G5 | \| \| |
|    |       |

|  |

| G5 | \| \| |
|    |       |

|  |

| V13 · U1 · D36 |

| V13 · U1 · D36 |

| V13 · U1 · D36 |

| V13 · U1 · D36 |

| V13 · U1 · D36 |

| V13 · U1 · D36 |

| V13 · U1 · D36 |

| V13 · U1 · D36 |

Certains pharaons, surtout les plus anciens, ne sont connus que par leur nom d'Horus.
Dans les premiers temps, ce nom était inscrit à l'intérieur d'un serekh :
|                            | \| \| \| Hiéroglyphes du nom du roi \| \| \| |
|                            |                                              |
| Hiéroglyphes du nom du roi |                                              |
|                            |                                              |

|                            |
| Hiéroglyphes du nom du roi |
|                            |

Les cinq noms de la titulature utilisés à partir du roi Khéphren sont :
- le nom d'Horus,
- le nom de Nebty,
- le nom d'Horus d'or,
- le nom de Nesout-bity,
- le nom de Sa-Rê.

## Aspect
L'image du nom d'Horus est constituée de deux éléments de base : une figure assise ou marchant d'Horus et une vignette rectangulaire, ornementale, imitant le plan de la façade d'un palais et de la cour royale. La vignette rectangulaire est appelée serekh, d'après le mot égyptien signifiant « façade ». Il existe d'innombrables variations du décor de la façade dans le serekh. La complexité et les détails du décor de façade variaient remarquablement en fonction de l'objet sur lequel il était présent. Il semble qu'il n'existait pas de règles artistiques strictes pour la conception du serekh lui-même. Le nom du pharaon était inscrit à l'intérieur de l'espace libre qui représente la cour royale,,.

## Symbolique

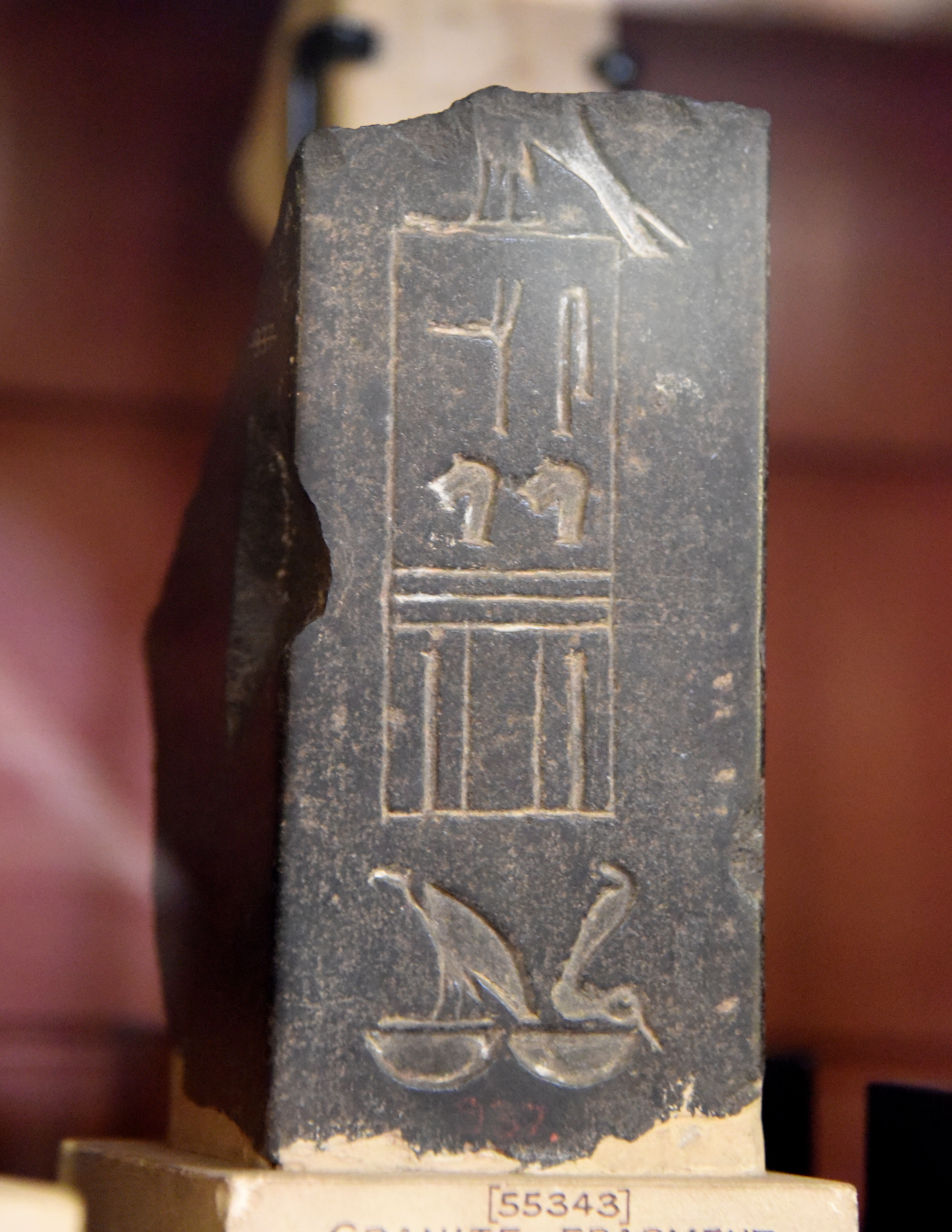
Nom d'Horus de Sheshonq V, incisé au-dessus de Nekhbet et Ouadjet. Fragment de socle, basalte noir. Provenant du Fayoum. British Museum.

La signification symbolique du nom d'Horus est contestée. Il semble évident, en tout cas, que le nom d'un roi était adressé directement à la divinité située au sommet du serekh. Dans la plupart des cas, il s'agissait du faucon du dieu Horus. Ceci est basé sur la tradition et la croyance égyptienne selon laquelle un roi vivant était le héraut et le représentant terrestre d'Horus. Un bon exemple est le nom du roi de la IIe dynastie Nebrê. Son nom est écrit avec le signe du soleil (Rê) et le signe d'un panier (« neb »). Les spécialistes soulignent la force symbolique et expressive du faucon Horus : planant haut dans le ciel, étendant largement ses ailes et semblant surveiller toute l'Égypte, cet animal héraldique représente l'omniprésence et une puissance sans limite. De plus, les noms des rois des premières dynasties montrent, lorsqu'on les traduit, une agressivité étonnante, qui exprime clairement le souhait des rois égyptiens d'être intouchables et invincibles, grâce au dieu Horus. Au cours de la IIe dynastie, les noms serekh des rois révèlent une nature plutôt pacifique, exprimant le souhait des pharaons de régner sur un monde inébranlable, plein d'ordre et d'harmonie : l'épithète du nom Horus du roi Sekhemib, Per-en-maât (signifiant « celui qui réalise Maât »), en est l'expression précoce la plus claire. La plupart des rois égyptiens ont privilégié Horus comme patron de leur nom dynastique.
Dans quelques cas, notamment au milieu de la IIe dynastie, au moins deux noms de serekh semblent contredire la tradition d'Horus. L'exemple le plus marquant est celui du roi Péribsen. Il a d'abord remplacé la figure du faucon de son serekh par l'animal ambulant du dieu Seth. Ensuite, son nom a été écrit au pluriel, s'adressant ainsi aussi bien à Seth qu'à Horus. Les noms des serekhs de ses disciples, Sekhemib et Khâsekhemoui, étaient construits de manière similaire. Khâsekhemoui est même allé plus loin en plaçant les deux figures divines d'Horus et de Seth au-dessus de son serekh, dans le but d'accentuer le dualisme d'un nom serekh. Les comportements remarquables des rois de la IIe dynastie peuvent peut-être s'expliquer par la croyance égyptienne selon laquelle un roi représentait Horus et Seth de la même manière. Peut-être les dits rois souhaitaient-ils simplement exprimer ce dualisme en modifiant volontairement l'apparence du serekh et en remplaçant les figures divines à son sommet,.